# Peretaite
La peretaite è un minerale.